# Burgstall Heinersreuth
Der Burgstall Heinersreuth ist eine abgegangene Burg am Schlossplatz in Heinersreuth im Landkreis Bayreuth in Bayern.
Von der 1398 erwähnten Burganlage, die vermutlich 1430 durch die Hussiten zerstört wurde, ist nichts erhalten.